# У ніч на молодик
«У ніч на молодик» («В ночь на новолуние») — радянський художній фільм 1977 року, знятий режисерами Юсупом Даніяловим і Дмитром Коржихіним на кіностудії «Мосфільм».

## Сюжет
За мотивами однойменної повісті Ш. Аджинджала. Абхазія. 1921 рік. До рідного села повертається Алхас. Дочка князя — Адіца — закохується в Алхаса, але її батько хотів би видати дочку за князя Сафарбея. Князь не прийняв нової влади й взявся за зброю. Банда Сафарбея вбиває зв'язкового Червоної Армії Корабльова. До села приїжджає вдова Корабльова та організує сільську школу. Бандити вбивають Алхаса та Наташу Корабльову. Адіца всиновлює сина вбитої Наташі й сама стає вчителькою.

## У ролях
- Дагун Омаєв — Алхас
- Медея Ченгелія — Адіца
- Азіз Агрба — Нахарбей
- Іслам Казієв — Сафарбей
- Наталія Величко — Наташа Корабльова
- Валерій Козинець — Василь Корабльов
- Шарах Пачаліа — Гедлач, батько Алхаса
- Віолетта Маан — мати Алхаса
- В'ячеслав Аблотіа — Шахан
- Михайло Кове — Саїд
- Аміран Таніа — Хапара
- Разанбей Агрба — Далатбей
- Леонід Авідзба — роль другого плану
- Софія Агумава — роль другого плану
- Д. Адлейба — роль другого плану
- М. Акаба — роль другого плану
- Сергій Габніа — бандит
- Тамара Гамгія — роль другого плану
- Шалва Гіцба — роль другого плану
- Алік Даутія — роль другого плану
- Роза Дбар — роль другого плану
- Чинчор Дженіа — роль другого плану
- Рушні Джопуа — роль другого плану
- Олексій Єрмолов — роль другого плану
- Мінадора Зухба — роль другого плану
- Ігор Кашинцев — полковник, начальник контррозвідки
- Володимир Козелков — контррозвідник
- Олег Лагвілава — роль другого плану
- Неллі Лакоба — роль другого плану
- Марина Начкебія — роль другого плану
- Сергій Саканія — роль другого плану
- Веліко Таніа — роль другого плану
- Микола Чіковані — роль другого плану
- Геннадій Тарба — роль другого плану
- Заур Чанба — роль другого плану
- Катерина Шакірбай — роль другого плану

## Знімальна група
- Режисери — Юсуп Даніялов, Дмитро Коржихін
- Сценаристи — Шалодія Аджинджал, Анатолій Мацаєв
- Оператори — Роман Веселер, Дмитро Коржихін
- Композитори — Ражден Гумба, Джон Тер-Татевосян
- Художник — Георгій Колганов